# Принц на Уелс (остров, Канада)
Принц Уелски (на английски: Prince of Wales Island) е 10-ият по големина остров на Канада. Площта на острова е 33 339 км2 и е 9-ия по големина остров в Канадския арктичен архипелаг и 40-и в света. На острова няма постоянно население. Административно е в състава на територия Нунавут.
Островът се намира в централната част на архипелага, като на север тесния проток Беринг го отделя от малкия остров Ръсел. На изток протоците Пил и Франклин го отделят съответно от остров Съмърсет и п-ов Бутия, а широкия проток Макклинток на запад го отделя от островите Виктория и Стефансон.
Бреговата линия на острова, както и на повечето острови в архипелага е силно разчленена, което предполага голямата ѝ дължина – 2576 км. На западното крайбрежие дълбоко се врязва в сушата залива Омани, а на източното – залива Браун.
Релефът на острова е равнинен и слабохълмист, като най-високата точка връх Харди Дом (Hardy Dome, 73°48′ с. ш. 97°50′ з. д. / 73.8° с. ш. 97.833333° з. д.) в най-североизточната част е едва 415 м. Островът е осеян със стотици езера, като най-голямото Крукед (Crooked Lake) се намира в централната част. Множество къси, но пълноводни през краткото арктическо лято реки.
Климатът е арктичен със средна януарска температура -30°-35 °C, средната юлска е в порядъка от 0° до 10 °C. Валежите са оскъдни (главно от сняг) 100 – 250 мм годишно, но поради слабото изпарения в резултата на ниските температури снежната покривка се задържа близо 10 месеца и подхранва множеството езера и реки.
През юли и август се развива характерната тундрова растителност – треви, цвета, мъхове и лишеи.
Остров Принц Уелски е открит през 1846 г. от трагично завършилата експедиция на Джон Франклин, който при придвижването си на юг по откритите от него протоци Пил и Франклин пръв вижда източното крайбрежие на острова.
През 1848 – 1849 г. Джеймс Кларк Рос и Френсис Макклинток дооткриват и картират цялото източното крайбрежие на острова.
През 1850 – 1851 г. експедицията ръководена от Хорацио Остин пресича от север на юг протока Бароу и лейтенант Еразъм Омани открива и изследва северния и северозападния бряг на острова до залива Омани (73°05′ с. ш. 101°10′ з. д. / 73.083333° с. ш. 101.166667° з. д.), а лейтенант Шерард Осбърн – западния бряг на юг от залива Омани до нос Шерерд Осбърн (72°14′ с. ш. 101°29′ з. д. / 72.233333° с. ш. 101.483333° з. д.) (Шерард Осбърн).
|  | Тази страница частично или изцяло представлява превод на страницата Prince of Wales Island (Nunavut) в Уикипедия на английски. Оригиналният текст, както и този превод, са защитени от Лиценза „Криейтив Комънс – Признание – Споделяне на споделеното“, а за съдържание, създадено преди юни 2009 година – от Лиценза за свободна документация на ГНУ. Прегледайте историята на редакциите на оригиналната страница, както и на преводната страница, за да видите списъка на съавторите. ВАЖНО: Този шаблон се отнася единствено до авторските права върху съдържанието на статията. Добавянето му не отменя изискването да се посочват конкретни източници на твърденията, които да бъдат благонадеждни. |